# Sexterna
A sexterna vagy sexternio a pergamoni quaterna módosított változata, ami kihasználja, hogy a papír hat rétegben egymásra helyezve is hajtogatható. Ehhez képest a pergamen csak négy réteg hajtogatását tűrte el. 
A sexterna hat egymásra helyezett papírívből áll, majd ketté is van hajtva (difolio), így mivel a papírlapok mindkét oldalon írhatók, huszonnégy oldalas ívfüzetet ad. A hajtásnál egy vagy több helyen összeerősítették.
A sexterna akkor terjedt el, amikor a pergament kezdte felváltani a papír. A papírt könnyebb hajtani, összetűzni több rétegben is, ezzel a négylapos quaternához képest lecsökkentették az egy kódexhez szükséges ívfüzetek számát. Az ívfüzeteket egymás mellé helyezték és ezek együtt alkották a könyvet. A  hat lap kettéhajtásával a belső lapok élei kilógtak a külsők alól, és a merített papírívek eleve nem voltak teljesen egyformák, ezért kialakult a fűzés utáni, utólagos méretre vágás. 
A sexterna még egyszeri kettéhajtásával a negyedrét ív, további kettéhajtásával a nyolcadrét ív jön létre.
Az oldalszámozás igénye is az ívfüzetek könyvkötési útmutatóiból alakult ki, amelyek eredetileg azt a célt szolgálták, hogy a könyvkötő tudja, melyiket melyik után kösse. A mai könyvek nagy része is ugyanezzel a technológiával készül.